# Los Zigarros
Los Zigarros és una banda de rock and roll procedent de València, formada per Ovidi Tormo (veu i guitarra), Álvaro Tormo (guitarra), Adrián Ribes (bateria) i Nacho Tamarit (baix).

## Història
Els germans Ovidi i Álvaro Tormo formaven part de la banda Los Perros del Boogie amb la qual van arribar a fer de teloners del grup ACDC a Espanya i amb la qual ja van col·laborar amb Carlos Tarque. En l'any 2011 deixen aquest grup i formen una nova banda sota el nom de Los Zigarros. El seu àlbum debut, titulat amb el nom del grup Los Zigarros, va ser publicat al juny de 2013 i produït per Carlos Raya, qui va guiar el procés d'enregistrament. Amb aquest àlbum van recórrer tot Espanya per sales de petit aforament.
Van acompanyar com a teloners a Fito i Fitipaldis durant els seus concerts de la gira Huyendo conmigo de mi, la qual cosa els va ajudar a donar-se a conèixer per tot l'estat.
En total van fer 150 concerts durant any i mig.
El seu segon àlbum, A todo que sí, va aparèixer en abril de 2016 i també el va produir Carlos Raya. Alguns mitjans els van etiquetar de relleu generacional del rock and roll en Espanya, etiqueta que ells rebutgen.
El 27 de setembre de 2017, van ser teloners en el concert de The Rolling Stones en l'Estadi Olímpic Lluís Companys de Barcelona, pertanyent al seu gira No Filter European Tour.

## Discografia

### Àlbums d'estudi
| 2013                                                                                                 | Los Zigarros Universal Music Spain   | 24 | — |
| 2016                                                                                                 | A todo que sí Universal Music Spain  | 3  | — |
| 2019                                                                                                 | Apaga la radio Universal Music Spain | 2  | — |
| 2023                                                                                                 | Acantilados Cultura Rock Rècords     | —  | — |
| " — " mostra que el seu llançament no va obtenir certificació en vendes o no va aparèixer en llista. |                                      |    |   |

### Àlbums en directe
| 2020                                                                                                 | ¿Qué demonios hago yo aquí? Universal Music Spain | 8 | — |
| " — " mostra que el seu llançament no va obtenir certificació en vendes o no va aparèixer en llista. |                                                   |   |   |